# Paul Renard (militaire français)
Pour les articles homonymes, voir Paul Renard (homonymie) et Renard (homonymie).

Marie-Joseph-Paul-Théodore Renard (1854-1933), est un ingénieur et inventeur français, aéronaute et pionnier de l'aviation. Son nom est associé à celui de son frère aîné, Charles Renard dont il était le collaborateur à Chalais-Meudon.

## Biographie
Marie-Joseph-Paul-Théodore Renard, est né à Damblain (Vosges) le 13 février 1854. Il est le fils d'Athanase Joseph Romain Renard, juge de paix et propriétaire terrien, et de Charlotte Joséphine Burel, son épouse.
Le 6 novembre 1865, Paul Renard entre au petit séminaire de Langres, en cinquième. De 1866 à 1870, il collectionne les prix d'excellence, les prix de géométrie, d'algèbre, de physique et de chimie, mais aussi ceux de version latine, grecque, musique… Il est qualifié d'« élève très intelligent et d'une mémoire prodigieuse ». Après avoir terminé sa rhétorique, il complète ses études au Lycée de Besançon.

### Carrière militaire

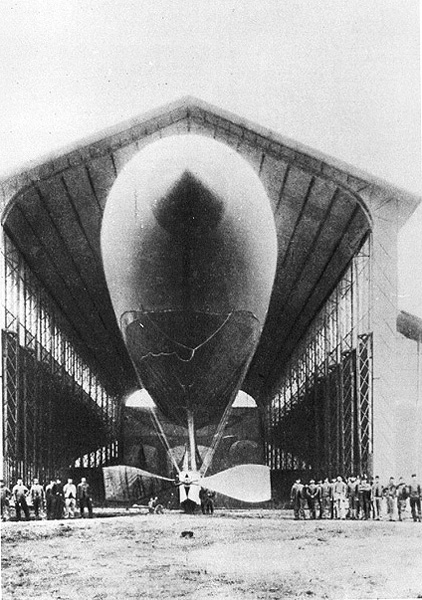
Le dirigeable électrique La France

Paul Renard réussit le concours d’entrée à l’École polytechnique  en 1872. Après le stage à l'École d'application de Fontainebleau, il sort lieutenant du génie et rejoint le camp de la Valbonne. En 1879, il  reçoit ses galons de capitaine et devient l'adjoint de son frère Charles, directeur du centre aérostatique militaire de Chalais-Meudon. Toute sa vie va être consacrée à l'aérostation dirigeable et à l'aviation.
Dans une œuvre commune, il est difficile de démêler la part respective de chacun des deux frères dans les travaux qu'ils poursuivaient de concert. Charles a rendu justice aux services et aux mérites de son collaborateur : « Paul n'a cessé de me seconder dans l'œuvre accomplie et de mettre à ma disposition toutes les ressources de son intelligence… »
En 1879, il étudie et réalise le Hangar Y nécessaire à la construction et au remisage des ballons et des dirigeables. Il s'attache aussi à trouver le moyen de fabriquer aisément et à peu de frais l'hydrogène nécessaire. C'est au cours de ces expériences qu'il est grièvement blessé, le 12 mars 1880 : il perd complètement la vision de l'œil droit et en partie celle du gauche.
Dans le hangar, Charles Renard et Arthur Krebs construisent et mettent au point le dirigeable La France. Le 9 août 1884, avec une hélice motorisée par moteur électrique alimenté par pile, ce dirigeable réalise, au-dessus du plateau de Villacoublay, le premier vol en circuit fermé au monde. Il a duré 23 minutes pour un parcours de 8 km,,. Pour ce premier voyage, Paul Renard avait cédé modestement sa place au capitaine Krebs ; mais il prit part à toutes les ascensions qui suivirent.
Plusieurs tentatives ont lieu la même année :
- le 12 septembre 1884 : la tentative échoue pour cause de vent trop fort et panne moteur[7] ;
- le 8 novembre 1884 : un aller et retour vers Boulogne-Billancourt et un vol local[8].

Le 4 décembre 1884, il est nommé chevalier dans l'ordre de la Légion d'honneur.
En 1885, il mène avec son frère Charles et M. Duté-Poitevin, une campagne d'essais concluants, le dirigeable rentrant à son point de départ cinq fois sur sept,.
En 1897, il est nommé commandant et le 9 novembre, promu officier dans l'ordre de la Légion d'honneur. 

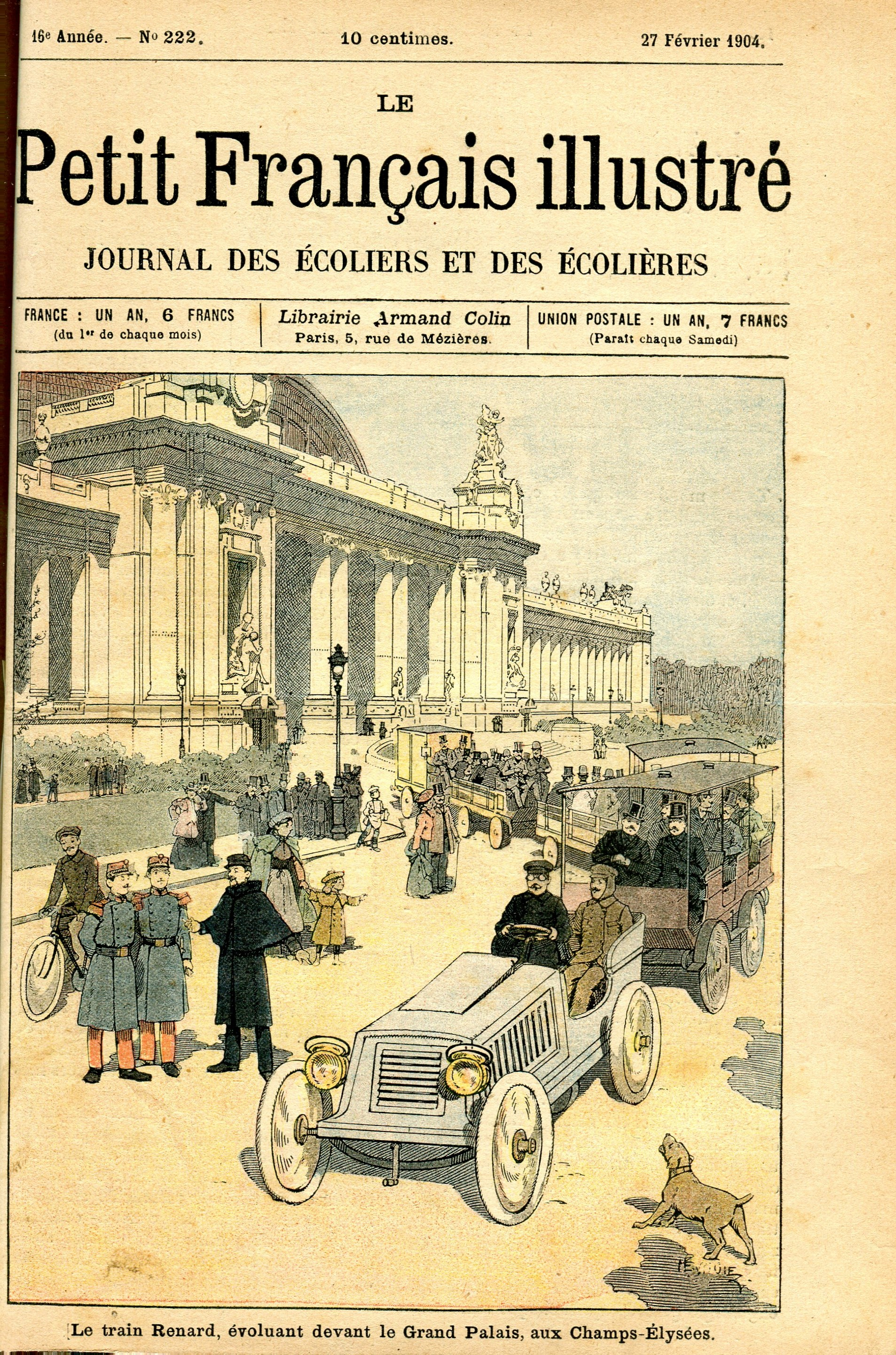
Le train Renard, évoluant devant le Grand Palais aux Champs Élysées, par Henriquez, dans Le Petit Français illustré, 27 février 1904

En décembre 1903, à l’Exposition d’automobiles du Grand Palais, Paul Renard présente son train automobile.
En 1904, sous-directeur de l'Établissement central aéronautique de Chalais-Meudon et chef du laboratoire de recherches relatives à l'aérostation militaire, il prend prématurément sa retraite avec le grade de simple chef de bataillon. En pleine Affaire des fiches, il ne se cachait pas d'aller à la messe…

### Carrière civile
L'aérostat détrôné au profit de l'aéroplane, Paul Renard devient l'apôtre enthousiaste de l'aviation naissante et travaille infatigablement au service de la navigation aérienne. Son cours libre à la Sorbonne est remarquable par sa haute culture scientifique, la netteté de ses connaissances pratiques et son talent d'exposition.
À la déclaration de la Première Guerre mondiale, il est affecté, comme lieutenant-colonel, aux services du Génie, son arme d'origine, malgré son désir, et sa compétence, d'être attaché à l'Aéronautique. Il est aussi membre du conseil de perfectionnement de l'École polytechnique et de la Commission supérieure des inventions intéressant la Défense nationale.
Après la guerre, il professe pendant plus de vingt ans un cours d'Aéronautique générale à l'École supérieure d'aéronautique dont il est l'un des organisateurs. Il renoncera à cette fonction en 1930 lorsque cette école deviendra École nationale « estimant, disait-il plaisamment, qu'il est trop vieux pour redevenir fonctionnaire ». Cependant, il tient dans Le Journal des débats une Chronique d'aéronautique. Le 12 février 1931, il est promu commandeur de la Légion d'honneur.
Paul Renard meurt à Lamarche, dans sa maison familiale, le 24 septembre 1933.
Au moment de sa mort, il était encore :
- président d'honneur de la Société française de navigation aérienne ;
- président d'honneur de l'Aéronautique club de France ;
- président de la Ligue aéronautique de France ;
- président de la Société des amis de l'École supérieure d'aéronautique ;
- vice-président de la Fédération nationale aéronautique ;
- membre d'honneur de l'Aéro-Club royal de Belgique ;
- membre du conseil d'administration du Touring club de France, etc.

## Publications
- L'Aéronautique, Flammarion, Bibliothèque de philosophie scientifique (1909)
- Le vol mécanique, les aéroplanes, Flammarion, Bibliothèque de philosophie scientifique (1912)
- Le guide de l'aéronaute pilote (1904)

## Hommages
La rue de Paris qui — depuis 1911 — portait le nom de « Charles Renard » a été renommée rue des Colonels-Renard en 1939 après la mort de Paul.

## Distinctions

### Décorations françaises
- Chevalier de la Légion d'honneur (4/12/1884)
- Officier de la Légion d'honneur (9/11/1897)
- Commandeur de la Légion d'honneur (12/02/1931)
- Officier de l'Instruction publique

### Décorations étrangères
Paul Renard était titulaire de :
|  |  |

- Ordre de Sainte-Anne de Russie
- Ordre du Soleil Levant du Japon

## Pour approfondir